# Veslování na Letních olympijských hrách 1984
Veslování na Letních olympijských hrách 1984 probíhalo na hladině přehradní nádrže Casitas v Los Padres National Forest v okrese Ventura severozápadně od Los Angeles.

## Medailisté

### Muži
| Disciplína              | Zlato | Stříbro | Bronz |
| Skif                    | Finsko (FIN) · Pertti Karppinen · 7:00.24 | Západní Německo (FRG) · Peter-Michael Kolbe · 7:02.19 | Kanada (CAN) · Robert Mills · 7:10.38 |
| Dvojskif                | Spojené státy americké (USA) · Brad Alan Lewis · Paul Enquist                                                                                            | Belgie (BEL) · Pierre-Marie Deloof · Dirk Crois | Jugoslávie (YUG) · Zoran Pancic · Milorad Stanulov |
| Párová čtyřka           | Západní Německo (FRG) · Albert Hedderich · Raimund Hörmann · Dieter Wiedenmann · Michael Dürsch · 5:57.55                                                | Austrálie (AUS) · Paul Reedy · Gary Gullock · Timothy Mclaren · Anthony Lovrich · 5:57.98 | Kanada (CAN) · Doug Hamilton · Mike Hughes · Phil Monckton · Bruce Ford · 5:59.07                                                                                    |
| Dvojka bez kormidelníka | Rumunsko (ROU) · Petru Iosub · Valer Toma | Španělsko (ESP) · Fernando Climent · Luis María Lasúrtegui | Norsko (NOR) · Hans Magnus Grepperud · Sverre Løken |
| Dvojka s kormidelníkem  | Itálie (ITA) · Carmine Abbagnale · Giuseppe Abbagnale · Giuseppe Di Capua · 7:05.99                                                                      | Rumunsko (ROU) · Dimitrie Popescu · Vasile Tomoiagă · Dumitru Răducanu · 7:11.21 | Spojené státy americké (USA) · Kevin Still · Robert Espeseth · Doug Herland · 7:12.81                                                                                |
| Čtyřka s kormidelníkem  | Velká Británie (GBR) · Richard Budgett · Martin Cross · Adrian Ellison · Andy Holmes · Steve Redgrave · 6:18.64                                          | Spojené státy americké (USA) · Edward Ives · Thomas Kiefer · Michael Bach · Gregory Springer · John Stillings · 6:20.28                                                                           | Nový Zéland (NZL) · Brett Hollister · Kevin Lawton · Barrie Mabbott · Don Symon · Ross Tong · 6:23.68                                                                |
| Čtyřka bez kormidelníka | Nový Zéland (NZL) · Les O’Connell · Shane O'Brien · Conrad Robertson · Keith Trask · 6:03.48                                                             | Spojené státy americké (USA) · David Clark · Jonathan Smith · Phillip Stekl · Alan Forney · 6:06.10                                                                                               | Dánsko (DEN) · Michael Jessen · Lars Nielsen · Per Rasmussen · Erik Christiansen · 6:07.72                                                                           |
| Osmiveslice             | Kanada (CAN) · Blair Horn · Dean Crawford · Michael Evans · Paul Steele · Grant Main · Mark Evans · Kevin Neufeld · Pat Turner · Brian McMahon · 5:41.32 | Spojené státy americké (USA) · Chip Lubsen · Andrew Sudduth · John Terwilliger · Christopher Penny · Tom Darling · Fred Borchelt · Charles Clapp III · Bruce Ibbetson · Bob Jaugstetter · 5:41.74 | Austrálie (AUS) · Craig Muller · Clyde Hefer · Samuel Patten · Tim Willoughby · Ian Edmunds · James Battersby · Ion Popa · Stephen Evans · Gavin Thredgold · 5:43.40 |

### Ženy
| Disciplína              | Zlato | Stříbro | Bronz |
| Skif                    | Rumunsko (ROU) · Valeria Răcilăová · 3:40.68 | Spojené státy americké (USA) · Charlotte Geer · 3:43.89 | Belgie (BEL) · Ann Haesebrouck · 3:45.72 |
| Dvojskif                | Rumunsko (ROU) · Mariora Popescu · Elisabeta Oleniucová · 3:26.75 | Nizozemsko (NED) · Greet Hellemans · Nicolette Hellemans · 3:29.13 | Kanada (CAN) · Daniele Laumann · Silken Laumann · 3:29.82 |
| Párová čtyřka           | Rumunsko (ROU) · Titie Taran · Anisoara Sorohan · Ioana Badea · Sofia Corban · Ecaterina Oancia · 3:14.11                                                                                     | Spojené státy americké (USA) · Anne Marden · Lisa Rohde · Joan Lind · Ginny Gilder · Kelly Rickon · 3:15.57                                                                                         | Dánsko (DEN) · Hanne Eriksen · Birgitte Hanel · Charlotte Koefoed · Bodil Rasmussen · Jette Sørensen · 3:16.02                                                                                                |
| Dvojka bez kormidelníka | Rumunsko (ROU) · Rodica Arba · Elena Horvat · 3:32.60 | Kanada (CAN) · Elizabeth Craig · Tricia Smith · 3:36.06 | Západní Německo (FRG) · Ellen Becker · Iris Völkner · 3:40.50 |
| Čtyřka s kormidelníkem  | Rumunsko (ROU) · Florica Lavric · Maria Fricioiu · Chira Apostol · Olga Bularda · Viorica Ioja · 3:19.30                                                                                      | Kanada (CAN) · Marilyn Brain · Angela Schneider · Barbara Armbrust · Jane Tregunno · Lesley Thompson · 3:21.55                                                                                      | Austrálie (AUS) · Robyn Grey-Gardner · Karen Brancourt · Susan Chapman · Margot Foster · Susan Lee · 3:23.29                                                                                                  |
| Osmiveslice             | Spojené státy americké (USA) · Kristen Thorsness · Kristine Norelius · Shyril O'Steen · Carie Graves · Kathy Keeler · Harriet Metcalf · Betsy Beard · Carol Bower · Jeanne Flanagan · 2:59.80 | Rumunsko (ROU) · Marioara Trasca · Lucia Sauca · Doina Liliana Snep-Balan · Aneta Mihaly · Aurora Plesca · Camelia Diaconescu · Viorica Ioja · Mihaela Armasescu · Adriana Bazon-Chelariu · 3:00.87 | Nizozemsko (NED) · Wiljon Vaandrager · Marieke van Drogenbroek · Harriet van Ettekoven · Catharina Neelissen · Anne Quist · Nicolette Hellemans · Martha Laurijsen · Greet Hellemans · Lynda Cornet · 3:02.92 |

## Přehled medailí
| Pořadí | Země                         | Zlato | Stříbro | Bronz | Celkově |
| ------ | ---------------------------- | ----- | ------- | ----- | ------- |
| 1.     | Rumunsko (ROM)               | 6     | 2       | 0     | 8       |
| 2.     | Spojené státy americké (USA) | 2     | 5       | 1     | 8       |
| 3.     | Kanada (CAN)                 | 1     | 2       | 3     | 6       |
| 4.     | Západní Německo (FRG)        | 1     | 1       | 1     | 3       |
| 5.     | Nový Zéland (NZL)            | 1     | 0       | 1     | 2       |
| 6.     | Velká Británie (GBR)         | 1     | 0       | 0     | 1       |
| 6.     | Finsko (FIN)                 | 1     | 0       | 0     | 1       |
| 6.     | Itálie (ITA)                 | 1     | 0       | 0     | 1       |
| 9.     | Austrálie (AUS)              | 0     | 1       | 2     | 3       |
| 10.    | Nizozemsko (NED)             | 0     | 1       | 1     | 2       |
| 10.    | Belgie (BEL)                 | 0     | 1       | 1     | 2       |
| 12.    | Španělsko (ESP)              | 0     | 1       | 0     | 1       |
| 13.    | Dánsko (DEN)                 | 0     | 0       | 2     | 2       |
| 14.    | Jugoslávie (YUG)             | 0     | 0       | 1     | 1       |
| 14.    | Norsko (NOR)                 | 0     | 0       | 1     | 1       |
| Celkem | Celkem                       | 14    | 14      | 14    | 42      |